# Rolf Grantsau
Rolf Karl-Heinz Grantsau (Quiel, 25 de março de 1928 — São Paulo, 25 de junho de 2015) foi um influente naturalista e ilustrador zoológico nascido no estado alemão de Eslésvico-Holsácia. Publicou uma série de estudos, livros e outros trabalhos sobre fauna sul-americana e brasileira, principalmente sobre as aves e serpentes. Originalmente observador de aves, descreveu diversas espécies de aves brasileiras e, durante a vida e, após a morte, sendo homenageado em descrições de outros zoólogos. É considerado um dos pesquisadores de animais mais importantes do mundo no século XXI.
É mais conhecido pela publicação de catálogos zoológicos sobre fauna brasileira, incluindo As Cobras Venenosas do Brasil (1991) e As Serpentes Peçonhentas do Brasil (2013), no campo da herpetologia. No âmbito das aves, publicou seu primeiro livro em português e alemão, Os Beija-Flores do Brasil (1988) e, quase quarenta anos depois, possivelmente seu mais importante trabalho, Guia Completo para Identificação das Aves do Brasil, dividido em dois volumes e publicados em 2010.

## Primeiros anos e educação
Rolf Karl-Heinz Grantsau nasceu em Quiel, município alemão no estado de Eslésvico-Holsácia, durante a República de Weimar, em 25 de março de 1928, no período entreguerras. Desde tenra idade, Grantsau mostrara grande interesse pelo reino animal, principalmente pelas aves, com uma certa preferência pelos beija-flores sul-americanos. Com o aumento das tensões políticas entre os alemães e o mundo ocidental, assim como a União Soviética, não conseguiu completar a educação básica.
Logo após a Segunda Guerra Mundial, Grantsau passou a atender ao Instituto Zoológico da Universidade de Quiel, onde foi introduzido aos fundamentos da taxidermia, na época muito utilizada para a identificação das espécies, assim como seria introduzido a ilustração científica, que era realizada através dos espécimes taxidermados. Mesmo assim, embora tenha comparecido às palestras de zoologia da universidade, não lhe seria concedido um diploma, considerando que não havia completo o ensino médio. Com isso, seria necessário que ele completasse o ensino médio e atendesse novamente às aulas, para que Rolf conseguisse um certificado.

## Ensino superior, primeiros trabalhos e chegada ao Brasil

Distribuição de Amazona kawalli, única espécie descrita por Rolf Grantsau, em 1989

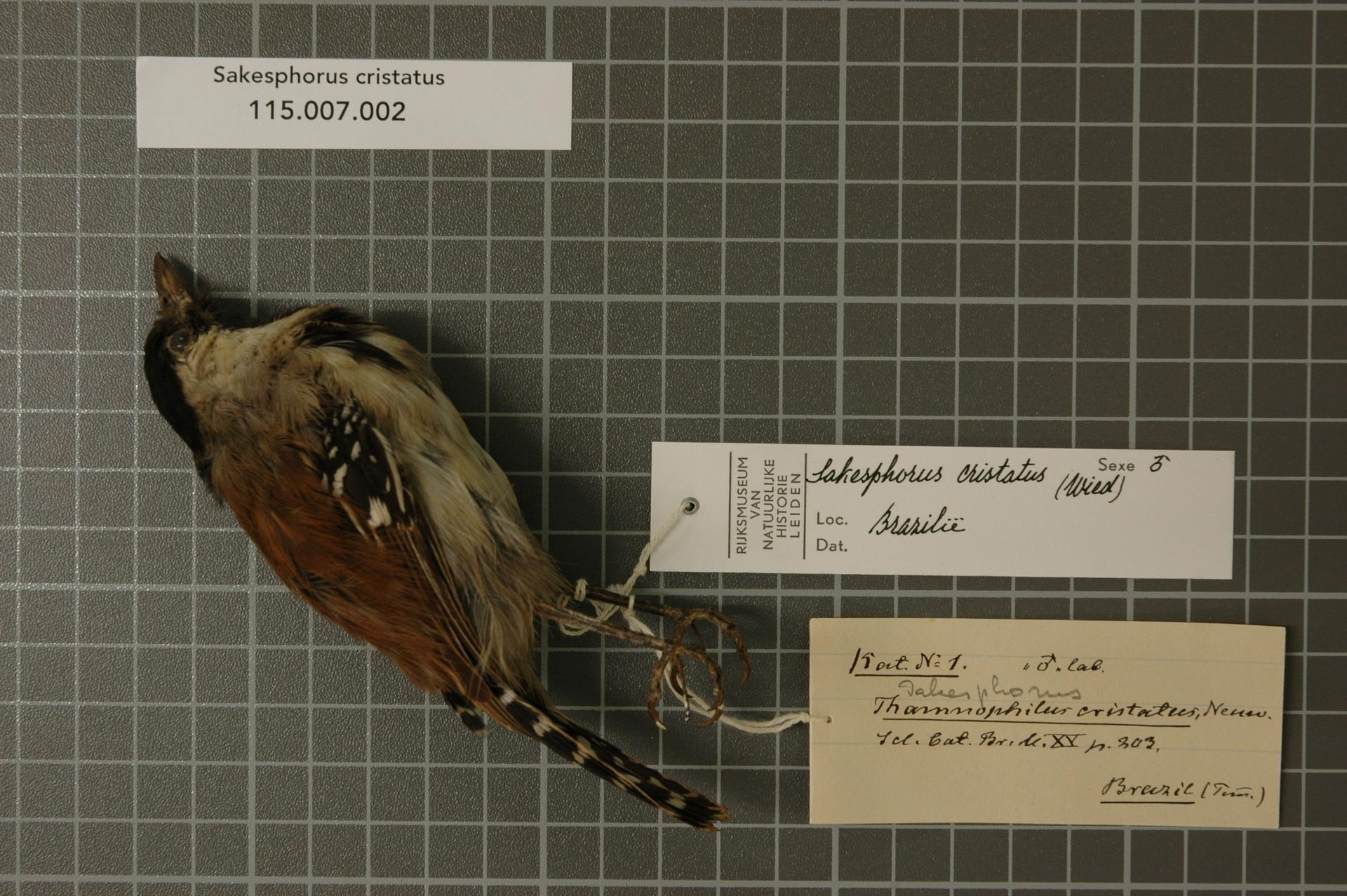
Espécime de Sakesphoroides cristatus, espécie a qual o gênero foi descrito em 2010 por Grantsau, no Guia Completo para Identificação das Aves do Brasil

Depois, finalmente, ele conseguiria se matricular na faculdade de biologia da Universidade de Quiel, onde seria convidado para um estudo de campo sobre pássaros no Peru, por Maria e Wilhelm-Hans Koepcke. Inicialmente, Grantsau rejeitaria o convite, pois seu casamento ocorreria em alguns dias. Em 1957, casaria-se com Ilse Grantsau, que era uma década mais jovem do que o naturalista. Marion Grantsau Engelbrecht, a filha mais velha do casal, nasceria algum tempo depois, na Alemanha. O segundo filho dos Grantsau, Ingo Grantsau, nasceu no Brasil. Grantsau começaria alguns anos depois como observador das aves no Helgoland Ornithological Institute. Depois de dois anos e meio em Heligolândia, ele decidiu realizar o sonho de sua vida e estudar as aves-do-paraíso ou os beija-flores em seu habitat natural. Rolf aprenderia ornitologia com Erwin Stresemann e decidiu seguir seu colega Helmut Sick e migrar para o Brasil com sua família.
Em 1962, logo após chegar na cidade de São Paulo, iniciou imediatamente seus estudos taxonômicos de beija-flores. Porém, seu interesse pela natureza ia muito além das aves. Ele também estudou os mamíferos coletados, répteis, insetos, orquídeas, plantas carnívoras, líquens, entre outros. Em particular, ele trabalhava para uma fábrica de automóveis alemã e sua pesquisa era limitada ao seu tempo livre. Apesar disso, ele conseguiu explorar muitas áreas no Brasil. Na década de 1980, realizou duas viagens à Antártida e escreveu um trabalho inédito sobre a fauna antártica, abordando crustáceos, peixes e aves. Todas as suas descobertas foram ilustradas e classificadas por ele. No entanto, restrições financeiras impediram a publicação da obra. Seguiram-se outros trabalhos inéditos, como um sobre os morcegos brasileiros ou sobre sapos venenosos brasileiros. Em seus últimos anos, ele trabalhou em livros sobre mariposas e uma nova monografia sobre beija-flores.
Seus dois primeiros livros foram publicados em alemão e português. Seus desenhos apareceram em muitos jornais e livros de outros pesquisadores. Grantsau apoiou muitos institutos científicos, como o Museu de Zoologia da Universidade de São Paulo e o Instituto Butantan, e ajudou a estabelecer o Museu de História Natural de Cetrel. Grantsau foi também membro honorário do Centro de Estudos Ornitológicos de São Paulo e do Comitê Brasileiro de Registros Ornitológicos.

## Últimos anos e morte
Grantsau era certamente um cientista natural da velha escola que pouco tinha a ver com a pesquisa genética molecular. No entanto, seus méritos como cientista natural clássico para a natureza do Brasil são indiscutíveis. Em 25 de junho de 2015, Grantsau morreu de câncer na garganta, na cidade de São Paulo.